# Les Arnés
Les Arnés és un indret del terme municipal de Tremp, a l'antic terme de Gurp de la Conca, al Pallars Jussà.
Està situat al nord-oest del poble de Gurp, a la carena que des de la Serra de Gurp baixa cap al poble, entre els barrancs de Forns i de les Carants, a l'extrem nord-occidental de la Roca dels Corrals, que és la roca que, al damunt mateix del poble, conté els Corrals de Gurp. És al nord-oest del Pas de Grau.